# ジョアン・モウティーニョ
ジョアン・フィリペ・イリア・サントス・モウティーニョ（João Filipe Iria Santos Moutinho、1986年9月8日 - ）は、ポルトガル・ファーロ県出身のサッカー選手。SCブラガ所属。ポルトガル代表。ポジションはミッドフィールダー。

## クラブ経歴

### スポルティングCP
父親や兄弟もサッカー選手と言うスポーツ一家の4人兄弟の3番目として生まれ育った。地元のポルティモネンセSCの下部組織に入団し、14歳になる時にスポルティングCPの下部組織に移った。2004年夏、まだ17歳であったがジョゼ・ペセイロ監督によってトップチームに招集され、出場した試合で光るプレーを見せた。2004-05シーズンはジュニアチーム登録であったが、トップチームの練習に帯同した。ジュニアチームでは、パウロ・ベント監督の下でミゲル・ヴェローゾやナニと一緒にプレーし、全国リーグ優勝を果たした。2005年初め、タッサ・デ・ポルトガルのFCパンピリョーザ戦で20分間プレーしてトップチームデビューし、1月23日にはジル・ヴィセンテFC戦 (3-0) でスーペル・リーガデビューを飾った。この際の背番号28は、かつてクリスティアーノ・ロナウドが着けていたものだった。非常に安定したプレーを基盤とし、ダイヤモンド型の4-4-2システムのどこでもプレーできるユーティリティ性ですぐにレギュラーポジションを獲得した。カウンターの際に発揮される彼のダイナミズムと素晴らしい決定力でファンのお気に入りとなり、レギュラーとなってからほとんど試合に欠場しなかった。2004-05シーズンのUEFAカップ・フェイエノールト戦とニューカッスル・ユナイテッドFC戦ではマン・オブ・ザ・マッチに選ばれ、決勝進出に大きく貢献した。2004-05シーズンはリーグ戦15試合に出場し、2位でシーズンを終えた。2005年夏には1年間の契約延長を果たした。
初のフルシーズン参戦となった2005-06シーズン、モウティーニョはリーグで唯一全試合にフル出場する堅牢性を発揮し、いっそうの成長を見せた。最終節のSCブラガ戦 (1-0) では決勝点を挙げ、2位でUEFAチャンピオンズリーグ出場権を獲得した。2006年夏にはベテランのリカルド・サ・ピントが移籍し、モウティーニョは19歳にして副キャプテンに就任した。2007年夏にはクストディオ・カストロとリカルド・ペレイラが移籍し、クラブのプロチーム化以降2番目の若さでのキャプテンに就任した。最年少記録は初代キャプテンのフランシスコ・ストロンプである。

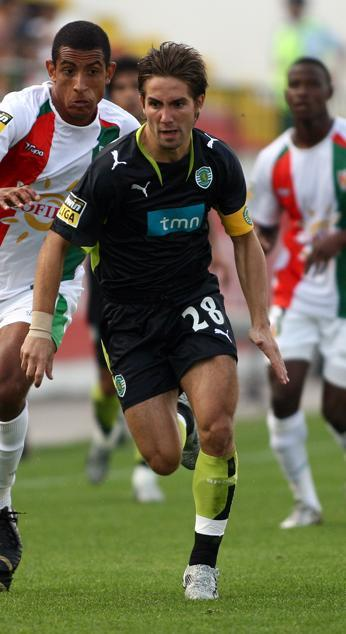
スポルティングCP時代のモウティーニョ

2007-08シーズンは攻撃的ミッドフィールダーのポジションでレアンドロ・ロマニョーリとコンビを組み、しばしばトップ下の位置から右サイドに移動して効果的な働きを見せた。このシーズンにはクラブのシンボルと言うべき存在となり、リーグを代表する選手として喝采を浴びた。2008年夏にはプレミアリーグのエヴァートンFCへの移籍が噂されたが、スポルティングに残留した。2008-09シーズンのリーグ戦ではわずか3試合しか欠場せず、公式戦を通じて約50試合に出場した。UEFAチャンピオンズリーグでは決勝トーナメントに進出したが、バイエルン・ミュンヘンに2試合合計1-12と屈辱の結果で敗れた。モウティーニョはバイエルン戦でチーム唯一の得点を挙げている。

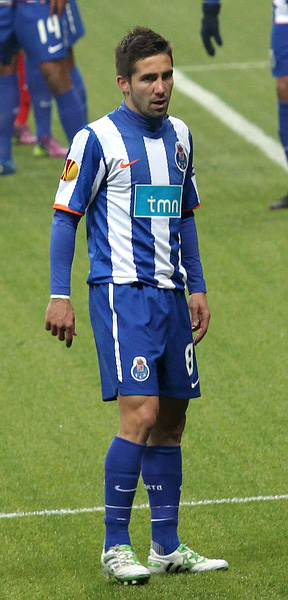
FCポルトに移籍した直後

### FCポルト
2010年7月3日、スポルティングのライバルであるFCポルトと5年契約を結んだ。移籍金は1100万ユーロが支払われ、それに加えて、FCポルトから他クラブに移籍する際に1100万ユーロ以上の移籍金が発生した場合のみ、その移籍金の25%をスポルティングに支払うという条件が付けられた。スポルティングのジョゼ・エドゥアルド・ベッテンコート会長はモウティーニョの行為を遺憾だとし、彼を「腐ったリンゴ」と呼んだ。それにつけ加え、「果樹園に腐ったリンゴを放置するのは好ましくないため、この取引はスポルティングの意思で行われた」と述べた。2010-11シーズンはチームのほとんどの試合に出場し、出場試合数は計60試合近くに達した。スーペル・リーガではクラブ史に残る独走で優勝を果たした。タッサ・デ・ポルトガルでは2得点を挙げ、特に準決勝ベンフィカ戦セカンドレグ (3-1) で記録した得点は、0-2で敗れたファーストレグから逆転を果たす重要なものだった。
2012年8月31日、恩師アンドレ・ビラス・ボアスが監督に就任し、レアル・マドリードに移籍したルカ・モドリッチの後釜を探しているトッテナム・ホットスパーFCへの移籍が合意したが、移籍期限に間に合わず、決裂した。

### ASモナコ
2013年5月24日、同僚のハメス・ロドリゲスとともに、リーグ・ドゥから昇格したASモナコに5年契約で移籍が決定。2018年3月29日、クラブとの契約を2020年まで延長した。モナコでは、公式戦219試合に出場し11得点39アシストを記録した。

### ウルヴァーハンプトン・ワンダラーズ
2018年7月24日、プレミアリーグのウルヴァーハンプトン・ワンダラーズFCに2年契約で移籍した。移籍金は500万ポンド。移籍初年度からリーグ戦全38試合に出場し、クラブの年間最優秀選手に選出された。2022年7月4日、クラブとの契約を2023年まで延長した。2023年6月2日、契約満了によりクラブを退団することが発表された。

### SCブラガ
2023年8月26日、SCブラガにフリートランスファーで加入した。契約期間はは2024年6月30日までの1年間。

## 代表経歴

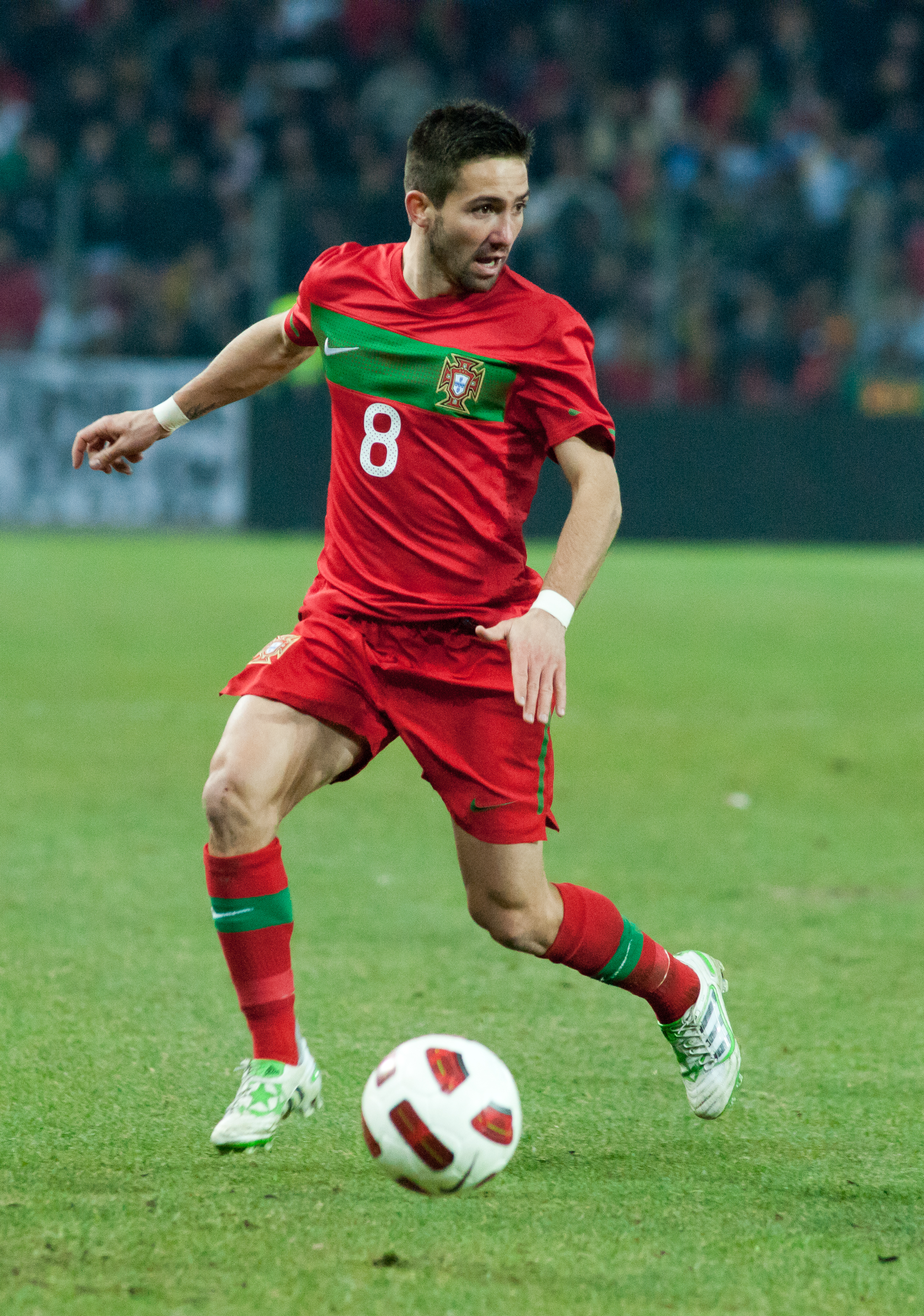
ポルトガル代表でプレーするモウティーニョ（2011年2月）

### 世代別代表
U-21ポルトガル代表としてUEFA U-21欧州選手権2大会に出場しており、2006年の母国ポルトガル大会ではU-21ドイツ代表相手に得点を奪った。しかし、どちらの大会もグループリーグで敗退している。

### A代表
スポルティングCPからトップチームデビューしたばかりの2005年1月、エジプトとの親善試合でポルトガルA代表デビューした。2006 FIFAワールドカップ以来、常にA代表に招集され続けている。2008年5月31日、ジョージアとの親善試合 (2-0) でA代表初得点を挙げた。
UEFA EURO 2008に出場する23人のメンバーに選ばれ、グループリーグ初戦のトルコ戦 (2-0) ではラウル・メイレレスの得点をアシストした。 2010 FIFAワールドカップの最終候補24人には選ばれず、6人のバックアップメンバーに回った。UEFA EURO 2016では6試合に出場し、ポルトガルA代表初のメジャータイトル獲得に貢献した。UEFA EURO 2020に出場する代表メンバーに選出された。

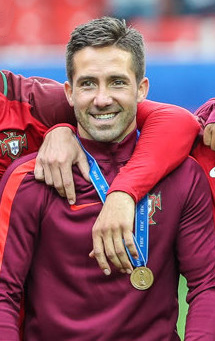
ポルトガル代表でのモウティーニョ（2017年7月）

2022 FIFAワールドカップに出場する代表メンバーからは落選した。

## プレースタイル
パススキルに長けたプレーメーカー。中盤でのユーティリティ性を持っているが、10番（攻撃的ミッドフィールダー）を務めることが多い。しかし、デイヴィッド・エドワーズは「私は彼が8番（セントラル・ミッドフィールダー）だと思う」と語っており、また、モウティーニョ自身も深い位置でプレーすることを好んでいるという。

## 代表歴

### 出場大会
- ポルトガル代表
  - 2014 FIFAワールドカップ
  - 2018 FIFAワールドカップ

### 試合数
- 国際Aマッチ 146試合 7得点（2005年-2022年）[29]

| ポルトガル代表 | 国際Aマッチ | 国際Aマッチ |
| 年             | 出場        | 得点        |
| -------------- | ----------- | ----------- |
| 2005           | 3           | 0           |
| 2006           | 2           | 0           |
| 2007           | 6           | 0           |
| 2008           | 11          | 1           |
| 2009           | 3           | 0           |
| 2010           | 5           | 0           |
| 2011           | 10          | 1           |
| 2012           | 14          | 0           |
| 2013           | 11          | 0           |
| 2014           | 11          | 0           |
| 2015           | 5           | 2           |
| 2016           | 13          | 1           |
| 2017           | 11          | 2           |
| 2018           | 8           | 0           |
| 2019           | 8           | 0           |
| 2020           | 8           | 0           |
| 2021           | 13          | 0           |
| 2022           | 4           | 0           |
| 通算           | 146         | 7           |

## タイトル

### クラブ
スポルティングCP
- タッサ・デ・ポルトガル：2回 (2006-07, 2007-08)
- スーペルタッサ・カンディド・デ・オリベイラ：2回 (2007, 2008)

FCポルト
- UEFAヨーロッパリーグ：1回 (2010-11)
- スーペル・リーガ：3回 (2010-11, 2011-12, 2012-13)
- タッサ・デ・ポルトガル：1回 (2010-11)
- スーペルタッサ・カンディド・デ・オリベイラ：3回 (2010, 2011, 2012)

モナコ
- リーグ・アン：1回（2016-17）

### 代表
ポルトガル代表
- UEFA欧州選手権：1回 (2016)
- UEFAネーションズリーグ：1回（2018-19）

### 個人
- スーペル・リーガ 月間最優秀選手賞：1回 (2005年4月)
- スーペル・リーガ 月間最優秀若手選手賞：6回 (2006年10月, 2006年11月, 2007年10月, 2007年11月, 2008年2月, 2008年3月)
- ウルヴァーハンプトン・ワンダラーズ 年間最優秀選手賞：1回 (2018-19)